# Uzbekistan na Mistrzostwach Świata w Lekkoatletyce 2017
Uzbekistan na Mistrzostwach Świata w Lekkoatletyce 2017 – reprezentacja Uzbekistanu podczas mistrzostw świata w Londynie liczyła 2 zawodniczki, które nie zdobyły żadnego medalu.

## Skład reprezentacji
Kobiety
| Zawodniczka     | Konkurencja           | Finał    | Finał   |
| Zawodniczka     | Konkurencja           | Rezultat | Pozycja |
| --------------- | --------------------- | -------- | ------- |
| Sitora Xamidova | bieg na 10 000 metrów | 31:57,42 | 18.     |

| Zawodniczka     | Konkurencja | Kwalifikacje | Kwalifikacje | Finał | Finał   |
| Zawodniczka     | Konkurencja | Wynik        | Pozycja      | Wynik | Pozycja |
| --------------- | ----------- | ------------ | ------------ | ----- | ------- |
| Nadiya Dusanova | skok wzwyż  | 1,85         | =21.         | NQ    | NQ      |